# فيفيك كندرا
فيفيك كندرا (بالإنجليزية: Vivek Kundra)‏ (و. 1974 – م) هو موظف مدني من الولايات المتحدة الأمريكية ولد في نيودلهي.

## التعليم
تعلم في جامعة ميريلاند (كوليج بارك).